# رقاح إفريقي
رقاح أفريقي أو رقاح حبشي (الاسم العلمي Crithagra citrinelloides)، طائر من الرقاح وفصيلة الشرشوريات. موطنه إثيوبيا وإريتريا إلى غرب كينيا.